# Jean-Jacques Altmeyer
Pour les articles homonymes, voir Altmeyer.
Jean-Jacques Altmeyer, né le 20 janvier 1804 à Luxembourg (département des Forêts, France) et mort le 15 septembre 1877 à Bruxelles, est un historien et philosophe de l'histoire luxembourgeois ayant opté pour la nationalité belge peu après 1839. Professeur à l'Université libre de Bruxelles dès le second semestre de l'année académique 1834-1835, son domaine de prédilection était le XVIe siècle (révolte des Pays-Bas contre l'absolutisme espagnol).

## Biographie
Né le 29 ventôse de l'an XII (20 janvier 1804) à Luxembourg, alors chef-lieu du département des Forêts, Jean-Jacques Altmeyer, fils d'un tanneur, accomplit ses humanités à l'Athénée de Luxembourg, capitale du grand-duché de Luxembourg créé, en union personnelle avec le royaume uni des Pays-Bas, par le congrès de Vienne en 1815. Il poursuivit ses études en Allemagne (non encore unifiée), mais sans aller jusqu'au doctorat. Par après, il enseigna pendant quelques années au Collège municipal d'Ypres (classe de rhétorique), dans la province de Flandre-Occidentale, voire également pendant quelques mois à Hasselt, dans la province de Limbourg, avant de poursuivre ses études supérieures à l'Université d'État de Louvain dans le cadre de la Belgique tout juste indépendante.
Docteur en philosophie (1831) et en droit (1832) de l'Université d'État de Louvain, promoteur de la Libre pensée, cofondateur de l'Université libre de Bruxelles, titulaire d'à peu près tous les cours d'histoire dispensés par les facultés de philosophie et lettres et de droit de l'ULB, itérativement doyen de la faculté de philosophie et lettres, recteur de l'ULB en 1864-1865, Jean-Jacques Altmeyer, qui avait adhéré à la franc-maçonnerie en 1837, fut, jusqu'à un certain point, un adepte de la philosophie panenthéiste de l'Allemand Karl Christian Friedrich Krause qu'il contribua à propager à travers ses enseignements. Il est aujourd'hui classé parmi les krausistes les plus influents.
Libéral (très) radical, il fut proche de Lucien Jottrand, de Félix Delhasse et de Louis Labarre, mais aussi d'Édouard Ducpétiaux et d'Adolphe Bartels. Par ailleurs, il fut, à différents moments, en relation plus ou moins amicale avec divers illustres exilés à Bruxelles, comme Karl Marx, Edgar Quinet et, surtout, Pierre-Joseph Proudhon. Ses cours d'histoire et ses conférences historiques ou philosophiques étaient très suivis, car J.-J. Altmeyer était non seulement très savant, mais aussi volcanique dans son expression : il se laissait formidablement gagner par la colère - trois siècles après les faits qu'il relatait! - à propos de la politique absolutiste et de la répression mises en œuvre dans les Pays-Bas espagnols dans la seconde moitié du XVIe siècle. Engagé par l'action et par la plume en faveur de la liberté et du progrès social, il fut également membre - pendant une dizaine d'années (1864-1874) - du Conseil provincial du Brabant.
Jean-Jacques Altmeyer a parfois été qualifié d'orangiste par certains historiens belges du XXe siècle. C'était aller un peu vite en besogne. Certes, Altmeyer admirait profondément Guillaume le Taciturne, chef de la maison d'Orange-Nassau lors de la révolte contre Philippe II d'Espagne, ce dernier étant l'héritier des différentes principautés constituant les (grands) Pays-Bas ou Dix-Sept Provinces. Par ailleurs, Altmeyer grandit au grand-duché de Luxembourg, c'est-à-dire dans le Luxembourg restauré par le congrès de Vienne en 1815 et attribué en propriété personnelle à Guillaume Ier d'Orange-Nassau, souverain du royaume des Pays-Bas réunis établi également par le Congrès de Vienne. Le Grand-Duché de Luxembourg et les Pays-Bas réunis formaient une union personnelle, Guillaume Ier, roi et grand-duc, était bien à la tête de deux États distincts [d'ailleurs, le Luxembourg - pour des raisons stratégiques - avait été intégré à la Confédération germanique (1815-1866)]. Le roi grand-duc eut cependant tendance à traiter son grand-duché, nonobstant ses relations avec la Confédération germanique, comme une province additionnelle de son royaume, notamment en soumettant le Luxembourg également à la loi fondamentale des Pays-Bas. C'est du reste pour cela qu'on qualifie de régime hollandais l'époque 1815-1830/39 au Luxembourg. Quoi qu'il en soit, Altmeyer vécut la fin de son enfance et toute sa jeunesse dans l'espace qui, un jour, correspondrait au Benelux et, lui qui n'était ni wallon, ni flamand, ni batave (ou hollandais au sens large), mais luxembourgeois d'origine et bruxellois d'adoption, développa progressivement la vision d'une fédération de communautés linguistiques égales en dignité et en droits, c'est-à-dire d'un grand pays multiethnique entre la France et l'Allemagne en voie d'unification. L'éclatement des Pays-Bas à la suite de la révolution belge (1830-1839) a cependant empêché toute réalisation de la vision d'Altmeyer, et ce qui était une aspiration n'est resté qu'un rêve. Toujours est-il qu'il faut relativiser la qualification d' orangiste en ce qui concerne Jean-Jacques Altmeyer. Ce dernier, d'ailleurs, n'était ni issu de l'aristocratie ou de la haute bourgeoisie ni partie prenante du monde des affaires (industrie, finances, commerce colonial) qui bénéficiait de toute l'attention du roi grand-duc Guillaume Ier, chef de la maison d'Orange-Nassau.
Père de deux filles, Altmeyer était le grand-père de Jean-Jacques Dwelshauvers, alias Jacques Mesnil, qui fut journaliste, critique d'art et anarchiste.

## Distinctions
- Médaille Ingenio et Arti en or, décernée en 1841 (1re promotion) par le roi de Danemark Christian VIII.
- Croix de chevalier de l'Ordre de Léopold (décoration belge).

## Publications (échantillon)
- Manuel de l'histoire universelle; Ypres, s.d. (1832). Ouvrage dédié à Leopold August Warnkoenig, juriste et historien alors professeur à l'Université d'État de Gand Lire le livre en ligne.
- Histoire de la Hanse teutonique dans ses relations avec la Belgique; in: Revue Belge, 1835.
- Introduction à l'étude philosophique de l'histoire de l'humanité; Bruxelles, 1836.
- Précis de l'histoire ancienne, envisagée sous le point de vue politique et philosophique; Bruxelles, 1837. Ouvrage dédié à l'historien français Jules Michelet.
- Marguerite d'Autriche; sa vie, sa politique et sa cour; Liège, 1840.
- Cours de philosophie de l'histoire fait publiquement à l'Université de Bruxelles; Bruxelles, 1840 .
- Notices historiques sur la ville de Poperinghe; Gand, 1840.
- Histoire des relations commerciales et diplomatiques des Pays-Bas avec le Nord de l'Europe pendant le XVIe siècle, accompagné de pièces justificatives inédites; Bruxelles, Paris et Bonn, 1840.
- Résumé de l'histoire moderne; 1842
- Voyage dans les villes hanséatiques et en Danemark, par la Hollande et l'Allemagne; Liège, 1842.
- (en collab.) Panthéon national - Les Belges illustres; 3 vol.; Bruxelles, 1844-1845.
- Précis de l'histoire du Brabant; Bruxelles, 1847.
- Histoire du comptoir hanséatique d'Anvers; in: Revue commerciale, Bruxelles, 1848.
- (avec K. Nijs) Geschiedenis van de vrede van Munster, 30 januari 1648; Anvers, 1852.
- Une succursale du Tribunal de sang; Bruxelles, 1853.
- Quelques mots sur l'enseignement primaire obligatoire; Bruxelles, 1859.
- Les Gueux de mer et la prise de La Brille (1568-1572); Bruxelles, 1863.
- Les précurseurs de la Réforme aux Pays-Bas; 2 vol.; Paris & Bruxelles, 1886. Ouvrage posthume.